# 音階起跌
《音階起跌》是非牟利機構「香港失明人互聯會」製作的音樂劇，於2013年1月1日在香港柴灣青年廣場Y綜藝館公演兩場。

## 創作背景
此劇是為了慶祝「香港失明人互聯會」四十週年而製作，劇情是取材自幾位視障會員的真實故事。

## 故事大網
此劇共有十多名視障人士作參與幕前演出，取材自七十年代不少視障人士的共同經歷，男主角八歲時因高燒失去視力，但因家貧及父母無力照顧，主角被送進孤兒院，幸熱愛音樂的主角在孤兒院院長護理及悉心指導下，透過音樂找到人生的意義，終成為出色的音樂家。

## 製作人員
| 監製         | 何淑雯         |
| 音樂總監     | 高寶強         |
| 舞台總監     | 葉家璇         |
| 助理舞台監督 | 趙子瑩、廖詩韋 |

## 樂隊
| 樂隊名稱                    | All in One |
| 主題曲填詞人/樂隊負責電子琴 | 冼頌恩     |
| 樂隊負責打鼓                | 黎浩森     |
| 樂隊負責和弦結他            | 李文耀     |
| 樂隊負責電子合成器          | 鮑梓澄     |

## 手語傳譯
此劇進行期間，由慈善機構「龍耳」提供即時手語傳譯。

## 評價
|                 | - 視障的演員，台位不算太多，他們多數都站在特定位置演戲，特別之處是有一些視障演員，要扮成完全健全的人，觀眾未必可以察覺那些演員其實視力是有問題。觀看此劇其中感動之處，就是每逢轉場的時候，健視的演員就會拖著視障的演員行入後台，那種互相扶持的感覺是如此強烈，畫面是如斯動人。 - 除了有視障的演員，現場演奏的樂隊都是視障人士，他們的唱功也不俗，最驚為天人就是男主角李軒，他只有一成視力，但鋼琴達到演奏級，看見他在台上如行雲流水般的彈奏，吸引著觀眾的眼球，李軒更為此劇創作主題曲，並在台上獻唱，盡顯他的才華。 - 透過排練這個音樂劇，充分彰顯傷健共融，大家長時間接觸及相處，更加了解對方，令健視人士更理解視障人士的世界，大家同台演出，並不是要博取任何人同情，反而是證明給大眾，視障人士跟健全人士並無分別，甚至可以更棒。 |
| ——魏綺珊，am730 | |